# Мыльники (Черниговская область)
Мыльники (укр. Мильники) — село в Носовском районе Черниговской области Украины. Население 76 человек. Занимает площадь 0,3 км².
Код КОАТУУ: 7423881504. Почтовый индекс: 17145. Телефонный код: +380 4642.

## Власть
Орган местного самоуправления — Калиновский сельский совет. Почтовый адрес: 17145, Черниговская обл., Носовский р-н, с. Калиновка, ул. Шевченко, 2.

## История
В XIX веке село Мыльники было в составе Мринской волости Нежинского уезда Черниговской губернии. В селе была Николаевская церковь.